# Iasînove, Oleksandrivka
Iasînove (în ucraineană Ясинове) este localitatea de reședință a comunei Iasînove din raionul Oleksandrivka, regiunea Kirovohrad, Ucraina.

## Demografie
Componența lingvistică a localității Iasînove
     Ucraineană (91,37%)
     Rusă (7,61%)
     Alte limbi (0,5%)
Conform recensământului din 2001, majoritatea populației localității Iasînove era vorbitoare de ucraineană (91,37%), existând în minoritate și vorbitori de rusă (7,61%).